# Vércsoport állatoknál
Nemcsak az embernek, más emlősállatoknak (főleg háziállatoknak) is megkülönböztetik a vércsoportjait. Az állatorvoslásban a kutyák és macskák vérének gyűjtése, illetve vérátömlesztése fordul elő a gyakorlatban, foglalkoztak kutatások azonban az emberszabású majmok, lovak, szarvasmarhák, patkányok vérkompatibilitásával is. Felhasználhatók a vércsoportok a pedigré ellenőrzésére is, ezt azonban az utóbbi években felváltotta az SNP-k (egypontos nukleotid-polimorfizmusok) használata.
Az állati véradóknak is meg kell felelniük bizonyos követelményeknek. A kutyáknak legalább 25 kg-osaknak (egy ekkora állattól kb. 450 ml vért, azaz 1 Canine Unitot lehet levenni a juguláris vénából, a macskáknak 5 kg-osaknak kell lenniük, nem lehet fertőző betegségük, és nem lehet túl kevés az egyes vér-összetevőikből. Ne hordozzon implantátumot sem. Az ideális véradó fiatal-középkorú, nem vemhes (kutyánál a DEA 1.1 ellenanyagok miatt), megfelelően oltott, de oltást a véradás előtt 10-14 nappal nem kapott (a vérlemezkeszámot és funkciót befolyásolja), 
klinikailag egészséges állat. A fertőző betegségeken kívül az egy héten belüli láz, friss harapott seb, bőrgyulladás, periodontális gyulladás, daganatos betegség is kizáró tényező. Egy adag vért legfeljebb két állat számára lehet felhasználni. Nagyobb mennyiségű vért is le lehet venni (de nem az összeset) az eutanáziára behozott állatoktól.
A magyarországi klinikákon a kompatibilitás ellenőrzésére általánosságban a három csepp-próbát használják: egy csepp donor vér, egy csepp recipiens vér és egy csepp fiziológiás sóoldat vegyítése után, agglutináció esetén nem lehet transzfúzió az adott párosítással.

## Kutyák
A kutyák vércsoportjait a DEA (Dog Erythrocyte Antigens, azaz kutyavörösvértest-antigén) szócskával és egy számmal jelöljük. Legalább tucatnyi DEA-vércsoport létezik, de közülük csak néhányra létezik klinikai teszt (általában a DEA 1.1-re szokás tesztelni). Az ismert DEA-vércsoportokon kívül a Pennsylvania Egyetem kutatói felfedeztek egy új kutya-vércsoportrendszert Dal néven. A Dal a dalmaták egy részében hiányozhat.
BLOOD GROUPS OF DOMESTIC ANIMALSA kutya bármely DEA-csoportra pozitív vagy negatív lehet. Ha pozitív, akkor annak a vércsoportnak az antigénje jelen van a vörösvértesteinek felületén, ha negatív, akkor nincsen jelen. A DEA 4 és a DEA 6 antigének a kutyák 98%-ában megtalálhatók (így ha egy állat csak ezzel a két antigénnel rendelkezik, csaknem univerzális donor). A DEA 1 vércsoportnak több altípusát fedezték fel, ezek név szerint: DEA 1.1, DEA 1.2 és az DEA 1.3. Klinikai szempontból a három legfontosabb vércsoport a DEA 1.1, DEA 1.2 és a DEA 7 (de a DEA 1.3, DEA 3 és a DEA 5  is érzékenyítheti a recipienst). A DEA 1.1 különösen lényeges, mert erre nézve termelődik a legtöbb antigén, ezért ez felelős a legsúlyosabb klinikai immunreakciókért a transzfúziók során. A kutyák kb. 50%-a pozitív a DEA 1.1 antigénre nézve.
A kutyáknál kezdetben szinte soha nincsenek jelen antitestek a vérben. Ezért az első transzfúzió nem vált ki immunreakciót, de a következőknek súlyos következményei lehetnek, ha a donornak más a DEA 1.1 vércsoportja. Ezért a keresztpróbákat lehetőség szerint mégis ajánlott elvégezni. Néhány kutya születésétől fogva immunis a DEA 7-re, így egy DEA 7-pozitív donortól származó első vérátömlesztés is problémát okozhat számára. Kb. minden 15. kutya negatív minden antigénre, így univerzális donor.

## Macskák
A macskáknál egyetlen AB-vércsoportrendszert sikerült eddig felderíteni. A macskák A, B vagy AB vércsoportúak lehetnek (O vércsoport nem létezik náluk). Az A allél domináns a B-vel szemben. Az AB típus nagyon ritka, úgy tűnik hogy recesszív az A-val, de kodomináns a B-vel szemben. A legtöbb macska A vércsoportú, ám a egyes fajtatiszta tenyészetekben a B vércsoport aránya 50%-nál is magasabb lehet (például cornish rex, devon rex, brit rövidszőrű, exotic, török van és török angóra). A B vércsoportú macskák erős antitesteket termelnek az A (és így az AB) vércsoportú vér ellen, míg az A vércsoportú macskák általában csak gyenge B-antitestekkel rendelkeznek. Nincs univerzális donor, ezért a vért minden esetben megfelelően ellenőrizni kell. A keresztpróba (kis keresztreakció) során a recipiens vörösvértesteit hasonlítják össze a donor vérszérumával, a kiterjesztett keresztpróba (nagy keresztreakció) esetében a recipiens vérszérumát hasonlítják össze a donor vörösvértesteivel. Fontosabb a donor vörösvértesteinek védelme, mert fatális immunreakciót többnyire az vált ki, ha a donor vörösvértesteket támadja meg a recipiens szervezete.
Magyarországon az általánosan tartott házi macskák zöme európai rövidszőrű, és nagy valószínűséggel A-s vércsoportú. Így a laborvizsgálatra csak akkor szokott sor kerülni, ha van rá idő, illetve a fajta miatt feltételezhető, hogy immunreakció léphet fel.

## Gepárdok
A gepárdok genetikai változatossága igen alacsony fokú, ennek feltehető oka, hogy néhány tízezer évvel ezelőtt a faj összlétszáma alig pár ezer főre csökkent. Emiatt köztük még egyes szervek (pl. bőr) átültetése is lehetséges immunválasz nélkül, és vér is korlátlanul adható, vércsoportok nincsenek.

## Vadászgörények
A vadászgörényeknél nem sikerült a többszörös transzfúziós kísérletek során immunválaszt előidézni. Ez vagy azt jelenti, hogy nincs nekik a többi emlőséhez hasonló vércsoportrendszerük, vagy azt, hogy az antigén-rendszereik kimutathatatlanul gyenge immunválaszt adtak az eltérő vércsoportú vérre. Mindkét esetből az következik, hogy a vadászgörények esetében még keresztpróbára sincsen szükség, bármely egészséges donorból a vér transzfúziója nem jár a recipiens számára klinikai kockázattal.

## Egyéb állatok
A lovaknak 8 vércsoportját ismerjük: A, C, D, K, P, Q, T és U. A szarvasmarhák polimorf rendszerében megkülönböztetnek A, B, C, F, J, L, M, S és Z polimorfizmusokat.